# Tasaday
Tasaday – fikcyjne plemię, którego istnienie było mistyfikacją przygotowaną w 1971 roku przez filipińskiego ministra Manuela Elizalde.
Elizalde ogłosił odkrycie żyjącego w niedostępnym regionie kraju plemienia jaskiniowców, których określono jako żywe skamieliny żyjące w sposób niezmieniony od epoki kamienia. Elizalde rozpoczął regularne organizowanie drogich wypraw dla osób, chcących zobaczyć na własne oczy 24-osobowe plemię.
Oszustwa nie odkryli nawet specjaliści z dziedziny antropologii, o odkryciu donosiła prasa. W kwietniu 1972 roku postanowiono utworzyć rezerwat w miejscu, w którym żyło plemię. Minister Elizalde powołał fundację, która pozyskiwała fundusze na rzecz przetrwania plemienia Tasaday.
Oszustwo zostało ujawnione w 1986 roku, gdy antropolodzy doszli do wniosku, że odkrycie jest mistyfikacją, zaś członkowie rzekomego plemienia byli w rzeczywistości rolnikami żyjącymi w sąsiedniej wiosce. Powodem odkrycia oszustwa było to, iż antropolodzy nie byli w stanie odnaleźć szczątków przodków oraz pozostałości po ludzkiej aktywności na terenie zamieszkiwanym przez fałszywą społeczność.
Sam Elizalde w 1983 roku uciekł z Filipin razem z zarobionymi nieuczciwie pieniędzmi, które mogły być warte kilka milionów dolarów, w 1987 roku powrócił na Filipiny.